# Луцій Плавцій Веннон (консул 318 року до н. е.)
Лу́́цій Пла́вцій Венно́н (лат. Lucius Plautius Venno, ? — після 318 до н. е.) — політичний та військовий діяч Римської республіки, консул 318 року до н. е.

## Життєпис
Походив з плебейського роду Плавціїв. Син Луція Плавція Веннона, консула 330 року до н. е. У 318 році до н. е. Луція Плавція Веннона молодшого обрано консулом, разом із Марком Фослієм Флакцинатором. Під час своєї каденції воював в Апулії, де завоював міста Теан Апулійський (нині Сан-Паоло-ді-Чивітате) й Канузій (нині Каноза-ді-Пулья). Подальша доля його невідома.